# Staatliche Hochschule für Film, Fernsehen und Theater Łódź

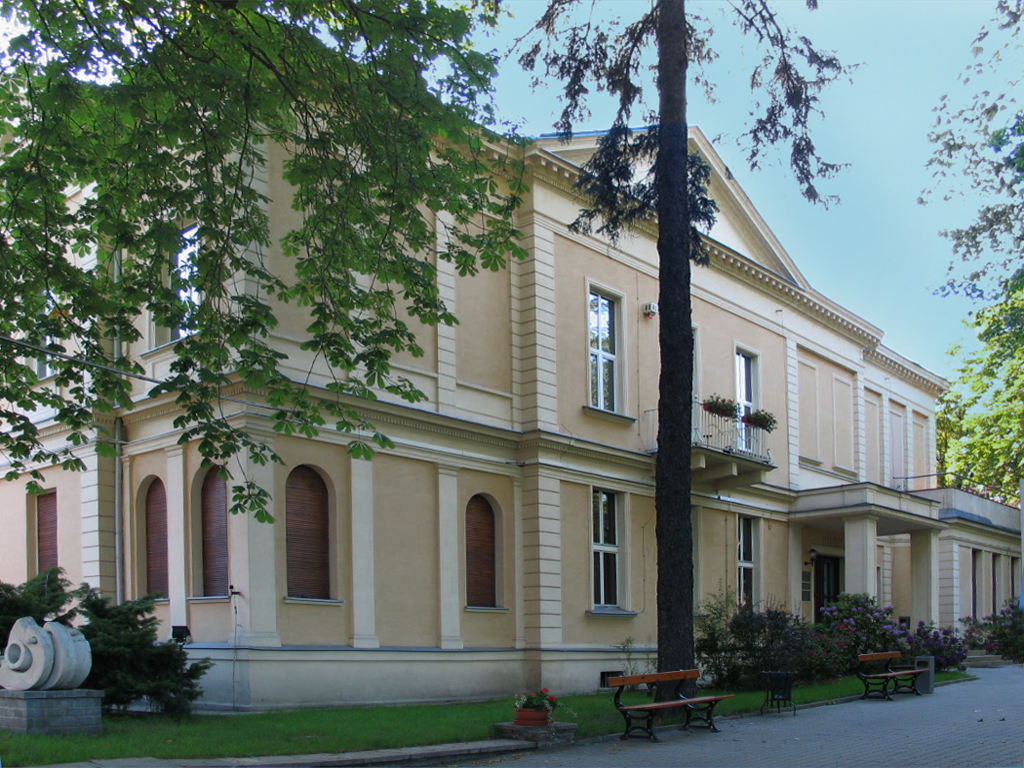
Sitz der Filmhochschule

Die Staatliche Hochschule für Film, Fernsehen und Theater „Leon Schiller“ Łódź (Państwowa Wyższa Szkoła Filmowa, Telewizyjna i Teatralna im. Leona Schillera w Łodzi, kurz: PWSFTviT) ist eine der bedeutendsten Filmhochschulen für Regisseure, Kameraleute und Schauspieler der Welt. Sie befindet sich in Łódź im ehemaligen Industriegebiet Księży Młyn (Pfaffendorf).
Die Schule untersteht dem polnischen Ministerium für Kunst und Kultur und indirekt dem Bildungsministerium. Sie ist Mitglied im internationalen Filmhochschulverband CILECT.

## Geschichte
Łódź wurde im Vergleich zu Warschau wenig zerstört. Deswegen entwickelte sich das kulturelle Leben hier nach dem Zweiten Weltkrieg schneller. Neben der Ansiedlung der Filmproduktion 1948 und der Wyższa Szkoła Aktorska (Höhere Schauspielschule) wurde die Filmschule unter dem Namen Wyższa Szkoła Filmowa (Höhere Filmschule) am 8. März 1948 gegründet. Sie hatte zwei Hauptrichtungen; die Ausbildung von Regisseuren und Kameramännern. Um 1956, der Zeit politischen Unruhen, entwickelte die Schule einen Lehrplan, der Theorie und Praxis vereinte. Wichtiger Mitwirkender bei der Entwicklung war Jerzy Toeplitz, ein Filmhistoriker, der 1957 Direktor der Schule wurde. 1958 wurden die Schauspielschule und die Filmschule unter dem Namen Państwowa Wyższa Szkoła Filmowa i Teatralna im. Leona Schillera (dt.: Staatliche Film- und Theaterhochschule) vereint.
Die Schule schreibt sich ebenfalls einen wichtigen Einfluss bei der Verbreitung des Jazz in Polen zu, da die Kameramänner Witold Sobociński und Jerzy Matuszkiewicz begeisterte Jazz-Musiker waren und die Trad-Jazz-Band gründeten. 1958 erhielt der Student der Schule Roman Polański für seinen Film Dwaj ludzie z szafą (Zwei Männer und ein Schrank) auf der Weltausstellung in Brüssel eine Auszeichnung.
Aufgrund politischen Drucks verließ der Direktor Jerzy Toeplitz zusammen mit anderen Lehrern die Filmschule. Toeplitz ging nach Australien und war an der dortigen Filmschule tätig. Seit dem Ende der 1970er Jahre intensivierte die Schule ihre internationalen Kontakte und nahm an zahlreichen internationalen Filmfestivals teil.

## Studium
Es gibt vier Bereiche Regie, Kinematographie, Schauspielerei und Produktionsmanagement in denen etwa 1.000 Studenten studieren. In der Regieabteilung werden jedes Jahr aus der Vielzahl der Bewerber ca. 12 Studenten aufgenommen, von denen ca. die Hälfte aus dem (inner- und außereuropäischen) Ausland stammt.
Bewerber müssen eine mehrtägige Aufnahmeprüfung bestehen. Bewerber kommen aus aller Welt. Ausländische Bewerber können die Aufnahmeprüfung in Englisch absolvieren. Sollten sie zum Studium akzeptiert werden, so müssen sie vor Studienbeginn einen einjährigen Polnischsprachkurs absolvieren.
Die fünfjährige Ausbildung deckt alle theoretischen, technischen und vor allem praktischen Aspekte des Filmemachens ab. Die Studenten realisieren jedes Jahr eine Vielzahl von sogenannten „Etueden“ (Kurzfilmen), die am Ende des Studienjahres von einer aus Professoren der Hochschule bestehenden Prüfungskommission bewertet werden. Die Lehrer arbeiten im Allgemeinen auch in der praktischen Welt und nur wenige haben einen rein akademischen Hintergrund. Die Schule verfügt über eigenes professionelles Equipment wie Kameras, Studios, Schneideräume, ein Tonstudio, ein Theater usw. Sie funktioniert im Prinzip wie ein kleines Filmstudio. Ebenfalls führt die Schule ein Filmarchiv der Filme von Studenten ebenso wie Bibliothek mit der größten Sammlung an Filmbüchern Polens.

## Persönlichkeiten

### Rektoren
- 1952–1957: Roman Ozogowski
- 1957–1968: Jerzy Toeplitz
- 1968–1969: Bolesław Lewicki
- 1969–1972: Jerzy Kotowski
- 1972–1980: Stanisław Kuszewski
- 1980–1982: Roman Wajdowicz
- 1982–1990: Henryk Kluba
- 1990–1996: Wojciech Has
- 1996–2002: Henryk Kluba († 2004)
- 2002–2008: Jerzy Antoni Woźniak
- 2008–0000: Robert Gliński

### Regisseure
- Filip Bajon
- Andrzej Barański
- Ryszard Bugajski
- Josef Cyrus
- Feliks Falk
- Kazimierz Karabasz
- Krzysztof Kieślowski
- Janusz Kijowski
- Andrzej Kondratiuk
- Janusz Kondratiuk
- Kazimierz Kutz
- Witold Leszczyński
- Marcel Łoziński
- Juliusz Machulski
- Lech Majewski
- Wojciech Marczewski
- Janusz Morgenstern, Gründer der Polnischen Schule
- Andrzej Munk
- Marek Piwowski
- Roman Polański
- Barbara Sass
- Jerzy Skolimowski
- Piotr Szulkin
- Andrzej Wajda
- Krzysztof Zanussi
- Edward Żebrowski

### Kameraleute
- Paweł Edelman
- Adam Holender
- Hoyte van Hoytema
- Sławomir Idziak
- Mieczysław Jahode
- Andrzej Jaroszewicz
- Joanna Jędryka
- Edward Kłosiński
- Zbigniew Lenczewski
- Kazimierz Karabasz
- Michal Majerski
- Zygmunt Malanowicz
- Krzysztof Ptak
- Piotr Lenar
- Pola Raksa
- Zbigniew Rybczyński
- Piotr Sobociński
- Witold Sobociński
- Elżbieta Starostecka
- Witold Stok
- Tomasz Wert
- Jerzy Wójcik
- Wiesław Zdort

### Schauspieler
- Artur Barciś
- Jadwiga Barańska
- Mariusz Benoit
- Barbara Brylska
- Zbigniew Cynkutis
- Grażyna Długołęcka
- Janusz Gajos
- Ewa Gawryluk
- Tomasz Konieczny
- Jan Machulski
- Zygmunt Malanowicz
- Anna Nowak
- Cezary Pazura
- Krzysztof Stroiński
- Andrzej Szczytko
- Bronisław Wrocławski
- Zbigniew Zamachowski
- Witold Zatorski